# Jan Żurawski
Jan Żurawski (ur. 1 stycznia 1932 w Warszawie, zm. 2 marca 2023 tamże) – zapaśnik, trener, olimpijczyk z Rzymu 1960.
Był jednym z prekursorów stylu wolnego w zapasach. Walczył w kategorii piórkowej i lekkiej. Był mistrzem Polski w stylu klasycznym w kategorii piórkowej w 1959 r. oraz w stylu wolnym w tej samej kategorii w latach 1958–1960, 1962–1964. Natomiast w kategorii lekkiej był mistrzem Polski w stylu wolnym w latach 1961, 1965–1967. Reprezentował barwy Związkowca Radom, a następnie Gwardii Warszawa.
Pięciokrotny uczestnik mistrzostw świata w których zajmował 5. miejsce (1965) oraz 6. miejsca w 1959, 1961, 1962, 1966.
Finalista mistrzostw Europy w 1966, gdzie zajął 6. miejsce. Był również finalistą Pucharu Świata w roku 1958 (Sofia) gdzie zajął 6. miejsce.
Na igrzyskach olimpijskich w 1960 roku odpadł w eliminacjach w kategorii piórkowej w stylu wolnym. Ostatecznie zajął miejsce 12.
Po zakończeniu kariery zawodniczej poświęcił się pracy trenerskiej (którą rozpoczął będąc jeszcze czynnym zawodnikiem – 1962 r.). W roku 1973 był trenerem kadry narodowej. Działacz sportowy i sędzia międzynarodowy.
Odznaczony Krzyżem Kawalerski i Oficerskim Orderu Odrodzenia Polski, Złotym Krzyżem Zasługi, posiada również srebrną i złotą Gwiazdę FILA.
Zmarł 2 marca 2023 i został pochowany na Cmentarzu Parafialnym w Otwocku ul. Andriollego 84.